# Buzzword
Termenul englez buzzword se referă la un cuvânt sau o expresie, nouă sau deja existentă, care devine populară pentru o perioadă de timp. Buzzwordurile provin adesea din termeni tehnici, dar foarte des, mare parte din înțelesul lor tehnic originar se pierde atunci când devin la modă, ele fiind în acel moment folosite doar pentru a impresiona audiența. Unele cuvinte la modă își păstrează însă adevăratul sens tehnic atunci când sunt utilizate în contextele corecte, cum ar fi inteligența artificială. Buzzwordurile provin adesea din jargon, acronime sau neologisme. Exemple de  buzzworduri folosite în domeniul afacerilor sunt sinergie, verticală, dinamic, cibernetic și strategie.
S-a afirmat că afacerile nu ar putea funcționa fără buzzworduri, deoarece acestea sunt scurtături sau comenzi rapide interne care au sens perfect pentru persoanele informate despre context. Aceasta însă este o caracteristică a termenilor tehnici, care devin buzzworduri prin cooptarea în discursul popular general, în afara contextului relevant, moment în care își pierd aproape integral utilitatea. Potrivit profesorului de management Robert Kreitner, „buzzwordurile sunt echivalentul literar al legii lui Gresham. Ele vor alunga ideile bune”. Buzzwordurile, sau expresiile de tip „toți pe aceeași pagină”, pot fi văzute și în afaceri ca o modalitate de a-i face pe oameni să simtă că există o înțelegere reciprocă. Deoarece majoritatea locurilor de muncă folosesc un jargon specializat, alcătuit atât din termeni tehnici specifici, cât și din ceea care s-ar putea argumenta că sunt o altă formă de buzzworduri, ele permit o comunicare mai rapidă. Într-adevăr, mulți angajați simt mai mult că fac „parte din echipă”, cu cât învață mai repede buzzwordurile noului lor loc de muncă. Ele pătrund atât de mult în viața profesională a oamenilor, încât mulți nu își dau seama că le folosesc. Vicepreședintele CSC Index, Rich DeVane, observa că buzzwordurile descriu nu numai o tendință, ci și ceea ce poate fi considerat un „bilet de intrare” în ceea ce privește a fi considerată o organizație de succes – „ceea ce oamenii consideră obositor este efortul fiecărei firme de consultanță de a-i da o întorsătură diferită. Asta dă informații slabe”.
Buzzwordurile ocupă un loc proeminent și în politică, unde pot avea ca rezultat un proces care „privilegiază retorica în raport cu realitatea, producând politici care sunt «operaționalizate» mai întâi și «conceptualizate» abia mai târziu”. Discursul politic rezultat este cunoscut pentru „evitarea dezbaterii motivate (caracterizată prin utilizarea demonstrațiilor și argumentelor structurate), în schimb folosește limbajul exclusiv în scopuri de control și manipulare”.

## Definiție
Termenul englez este definit în Concise Oxford English Dictionary⁠(d) (scris cu cratimă, buzz-word) drept un slogan sau un element de jargon la modă: un cuvânt șic, la modă, în vogă, trendy.
S-a afirmat că buzzwordurile nu apar pur și simplu, ci sunt create de un grup de oameni care lucrează în cadrul unei afaceri ca mijloc de a genera entuziasm. Buzzwordurile sunt cel mai strâns asociate cu managementul și au devenit vocabularul cunoscut sub numele de „limbaj al managementului”: Utilizarea unui termen pompos sau magistral, sau legat de un anumit subiect folosit pentru a impresiona pe cei din afara domeniului de expertiză.
Atunci când un manager folosește un buzzword, majoritatea celorlalți nu aud sensul, ci doar îl percep ca un cuvânt spectaculos. S-a spus însă și că buzzwordurile sunt aproape un „rău necesar” al managementului, o modalitate de a-și inspira echipa, dar și de a-și hrăni propria mândrie. Buzzwordurile nu sunt, cu toate acestea, neapărat ceva rău, deoarece multe discipline prosperă odată cu introducerea de noi termeni care pot fi inițial numiți buzzworduri, dar care ulterior se încetățenesc în jargonul domeniului căpătând un înțeles specific, după care trec în cultura populară și chiar în viața de zi cu zi. Cum canalele mass-media operează astăzi prin multe medii, cum ar fi televiziunea, radioul, presa scrisă și din ce în ce mai mult digitală (în special odată cu ascensiunea rețelelor sociale), un buzzword poate prinde și poate fi adaptat rapid în întreaga lume.

## Origini
Originea buzzwordurilor poate fi găsită în Hallgren & Weiss (1946) ca provenind de la studenții din afaceri care studiau la Universitatea Harvard, ca modalitate de a-i ajuta să obțină rezultate mai bune din studii. În primii ani, buzzwordurile au fost folosite de către studenți ca mijloc de a le permite să-și amintească rapid elementele importante. De exemplu, „Dacă analiza lui nu evidențiază cele mai importante chestiuni, are un «focus slab», iar dacă nu reușește să sublinieze recomandările importante, va fi acuzat de «tinkering».” Dacă secvența de „implementare” a recomandărilor nu este bună, este o chestiune de „slab timing”.
Studenții foloseau multe astfel de cuvinte pentru a descrie situația în care se află și modul în care le afecta un moment din viața lor de zi cu zi. Observându-i pe acești studenți la afaceri, Hallgren & Weiss (1946) au observat că ei reaușeau să vorbească lăsând aparențe de autoritate. De asemenea, părea că folosirea unui buzzword în felul potrivit este mai important decât ce răspundea studentul.

## În cultura populară
Jon Keegan de la Wall Street Journal a publicat un generator de buzzworduri pentru domeniul afacerilor, care le permite cititorilor să genereze și să asambleze aleator „expresii de afaceri fără sens folosind buzzworduri din domeniul afacerilor utilizate în exces” – de exemplu, „Acest produs va stimula big data și va demonstra performanța inovatoare pe terenul de joc”.
Forbes găzduiește anual un joc „Jargon Madness”, în care 32 dintre „cele mai insuportabile expresii corporatiste ale Americii” joacă una împotriva celeilalte într-un turneu în stil baschet pentru a determina buzzwordul anului.
LinkedIn publică o listă anuală de buzzworduri care trebuie evitate la redactarea de CV-uri – „cuvinte banale, lipsite de conținut, care pot suna bine la ureche, dar nu spun aproape nimic”. Lista din 2014 conținea cuvintele: motivat, pasionat, creativ, experiență vastă, responsabil, strategic, organizațional și expert.
Când oamenii se apropie de o ședință în care se așteaptă ca prezentatorii să folosească multe buzzworduri, ei pot pregăti un joc de bingo cu buzzworduri, în care jucătorii obțin puncte de fiecare dată când cineva folosește un anumit buzzword.
„Weird Al” Yankovic are pe albumul Mandatory Fun⁠(d) melodia „Mission Statement”, care este o listă lungă și fără sens formată din buzzworduri.